# Sismos na Itália de outubro de 2016
Uma série de sismos atingiu a região central da Itália, entre os dias 26 e 30 de outubro de 2016.

## Eventos
Em 26 de outubro, às 19h11 locais, ocorreu um  primeiro tremor de magnitude 5,5, cerca de 8 quilômetros a sudoeste da cidade de Sellano, na região central da Itália.
Apenas duas horas se passaram até que um novo sismo, mais intenso, atingisse a região. Segundo o USGS, este segundo sismo teve uma magnitude de 6,1, com epicentro a 3 km a oeste de Visso, também na região central do país. Os abalos foram sentidos em toda a Itália e em países vizinhos. Na região de Marcas, cerca de 240 pessoas tiveram que ser removidas às pressas de hospitais. Os tremores provocaram interrupções no fornecimento de energia na região.
Na capital Roma, muitos prédios, alguns centenários, sofreram danos leves e tiveram que ser evacuados. Houve também correria e pânico em Nápoles. Diversas réplicas atingiram a região, a mais forte de magnitude 4.9.
A 27 de outubro, a defesa civil italiana já contabilizava mais de três mil desabrigados em Marcas.
No dia 30 de outubro às 7h40 do horário local, mais uma vez a região central da Itália foi atingida por um tremor, ainda mais violento. De acordo com os dados do USGS, este sismo atingiu magnitude de 6,6, e é o mais forte a ocorrer na Itália desde 1980. O tremor foi sentido também na Eslovênia, Croácia, Bósnia-Herzegovina e até mesmo na Alemanha. O epicentro foi a cerca de seis quilômetros ao norte da comuna de Nórcia. A cidade, já fortemente abalada pelos sismos anteriores, foi completamente destruída. Em Amatrice e Arquata del Tronto também houve sérios danos, e nas cidades de Ussia, Muccia e Tolentino muitas construções desabaram. Em Preci, casas e igrejas vieram abaixo. Em Roma, o metrô e vários pontos turísticos foram preventivamente interditados. Muitas estradas ficaram bloqueadas, devido a desmoronamentos de terra. Mais de 700 réplicas foram registradas, com magnitudes variando de 3 a 5 graus.
Apesar da intensidade dos sismos, houve apenas uma vítima mortal, embora dezenas de pessoas tenham se ferido.
A União Europeia informou que está monitorando a situação, e que está "pronta para ajudar" a Itália após a onda de sismos. O primeiro-ministro Matteo Renzi prometeu que tudo será reconstruído, embora reconheça que tempos difíceis ainda virão. O custo da reconstrução deverá chegar a 6 bilhões de euros até 2018. O governo italiano também irá investir de 4 a 7 bilhões de euros anualmente para aumentar a proteção do país contra sismos. A maioria das estruturas destruídas, por serem antigas, não estavam preparadas para suportar fortes tremores.
Em 31 de outubro, o número de desabrigados já passava de 40 mil, segundo estimativas da imprensa italiana. Muitas ainda estavam em abrigos temporários, desde o forte sismo de agosto.
Uma área de cerca de 600 km2 ficou deformada com os sismos, de acordo com dados coletados pelo satélite Sentinel 1. Em algumas regiões, o solo afundou 70 centímetros.
Mais de 300 escolas foram danificadas e outras 100 foram fechadas na região, o que fez com que 20 mil estudantes ficassem sem aulas.

## Tremores
| Data / hora (UTC)                                     | Magnitude | Tipo | Profundidade Hipocentro | Epicentro   | Epicentro | Epicentro |
| Data / hora (UTC)                                     | Magnitude | Tipo | Profundidade Hipocentro | Localização | Latitude  | Longitude |
| ----------------------------------------------------- | --------- | ---- | ----------------------- | ----------- | --------- | --------- |
| 2016-10-26 17:10:36                                   | 5,4       | Mw   | 8,7 km                  | Macerata    | 42,8802   | 13,1275   |
| 2016-10-26 19:18:05                                   | 5,9       | Mw   | 7,5 km                  | Macerata    | 42,9087   | 13,1288   |
| 2016-10-26 21:42:01                                   | 4,5       | Mw   | 9,5 km                  | Macerata    | 42,8612   | 13,1283   |
| 2016-10-30 06:40:17                                   | 6,5       | Mw   | 9,4 km                  | Perugia     | 42,84     | 13,11     |
| 2016-10-30 06:44:30                                   | 4,6       | ML   | 10,0 km                 | Perugia     | 42,8507   | 13,0715   |
| 2016-10-30 07:13:05                                   | 4,5       | ML   | 10,8 km                 | Rieti       | 42,6982   | 13,2347   |
| 2016-10-30 12:07:00                                   | 4,6       | ML   | 9,7 km                  | Perugia     | 42,8445   | 13,0775   |
| 2016-10-30 13:34:54                                   | 4,5       | ML   | 9,2 km                  | Perugia     | 42,8033   | 13,1653   |
| 2016-11-01 07:56:39                                   | 4,8       | ML   | 10,0 km                 | Macerata    | 43,00     | 13,16     |
| 2016-11-03 00:35:01                                   | 4,7       | ML   | 8,4 km                  | Macerata    | 43,03     | 13,05     |
| Fonte: Istituto Nazionale di Geofisica e Vulcanologia |           |      |                         |             |           |           |

## Relação com o sismo de agosto
Muitas das regiões afetadas pelos sismos de outubro ainda se recuperavam do forte tremor ocorrido em 24 de agosto de 2016. Na ocasião, cerca de 300 pessoas morreram, e centenas de estruturas ficaram destruídas. Há um consenso entre os especialistas de que esses tremores estão geologicamente interligados.
A Itália se localiza próximo à junção das placas tectônicas euroasiatica e africana, e também próxima à subplaca do Mar Adriático, que estão em constante movimento. Segundo o geólogo Gianluca Valensise, o sismo de agosto gerou uma série de estresses nas falhas tectônicas da região, que podem se romper a qualquer momento, em um verdadeiro "efeito dominó".